# Verzorgingsplaats Struik
Verzorgingsplaats Struik is een Nederlandse verzorgingsplaats, gelegen aan de A1 Amsterdam-Oldenzaal tussen afritten 27 en 26 in de gemeente Rijssen-Holten en aan de voet van Nationaal Park Sallandse Heuvelrug.
Bij de verzorgingsplaats ligt een tankstation van Shell. Verder is er een restaurant van La Place en hotel van AC Hotels. Via een voetgangerstunnel kan men ook naar het McDonald's-restaurant aan de overzijde bij verzorgingsplaats Bolder in de richting Oldenzaal.
Richting Oldenzaal:
Honswijck · 
Ronduit · 
De Slaag · 
Palmpol ·
Tolnegen · 
Lucasgat · 
Bruggelen · 
De Paal · 
Boermark · 
Bolder · 
Het Lonnekermeer
Richting Amsterdam:
De Poppe · 
Het Veelsveld · 
Struik · 
De Hop · 
Vundelaar · 
De Hucht · 
De Strubben · 
Tolnegen · 
Aanschoten · 
Uilengoor · 
De Middelaar · 
Neerduist · 
Bastion · 
Hackelaar